# اخلاقیات (کتاب)
اخلاقیات: مفاهیم اخلاقی در ادبیات فارسی از سدهٔ سوم تا سدهٔ هفتم هجری (به فرانسوی: Moralia: Les notions morales dans la littérature persane du 3e/9e au 7e/13e siècle) کتابی از شارل هانری دو فوشه‌کور است که در آن نویسنده به بررسی مفاهیم اخلاقی در ادبیات فارسی می‌پردازد. این کتاب که در اصل رسالهٔ دکتریِ دو فوشه‌کور است، برگزیدهٔ جشنوارهٔ بین‌المللی فارابی شد.

## نقد و بررسی
احمد کریمی حکاک در کتاب بود و نمود سخن به بررسی کتاب دو فوشه‌کور پرداخته است.